# Umas e Outras (banda)
Umas e Outras foi um trio musical formado em 1970 pelas cantoras Regininha, Dorinha Tapajós e Málu Ballona. Gravou um LP (Poucas e Boas) produzido por Nelson Motta, em 1970.
Em 1971, o trio começou a se dissolver depois que Regininha e Malu decidiram seguir carreiras solo. Todas as integrantes faziam parte do grupo musical A Turma da Pilantragem.

## Discografia
- (1970) Poucas e Boas